# Rui Veloso

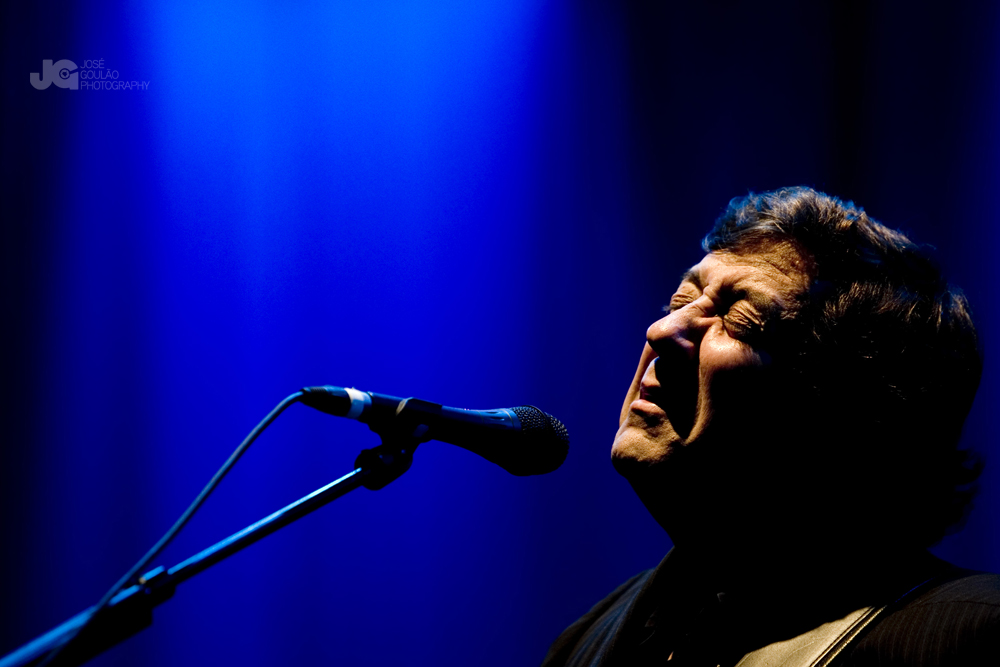

Rui Manuel Gaudêncio Veloso (* 30. Juli 1957 in Lissabon, Portugal) ist ein portugiesischer Sänger, Komponist und Gitarrist. Er wird auch der Vater des portugiesischen Rocks genannt, weil er in den 1980er Jahren als einer der ersten Interpreten des Blues auftrat.

## Karriere
Seine erste Garagen-Gruppe wurde Magara Blues Band genannt. Er galt als Bewunderer von B.B. King und Eric Clapton, wurde schnell auch international bekannt und nach seinen ersten Auftritten im Coliseu von Porto und im Coliseu dos Recreios von Lissabon galt er als "der" portugiesische Bluesman. Seine Lieder und Balladen sind praktisch den meisten Portugiesen bekannt und gehören zum populären Musikgut.
Am 2. Juni 2006 wirkte er beim Festival Rock in Rio in Lissabon mit neben weltbekannten Musikern wie Carlos Santana und Roger Waters.
Im Jahre 2006 feierte Rui Veloso, welcher seine Kindheit in Porto verbrachte, in einem berühmt gewordenen Live-Konzert das 25. Jubiläum seiner Musikkarriere und erfüllte sich einen alten Traum, er eröffnete sein eigenes Label und Musikverlag Estúdio de Vale de Lobos.

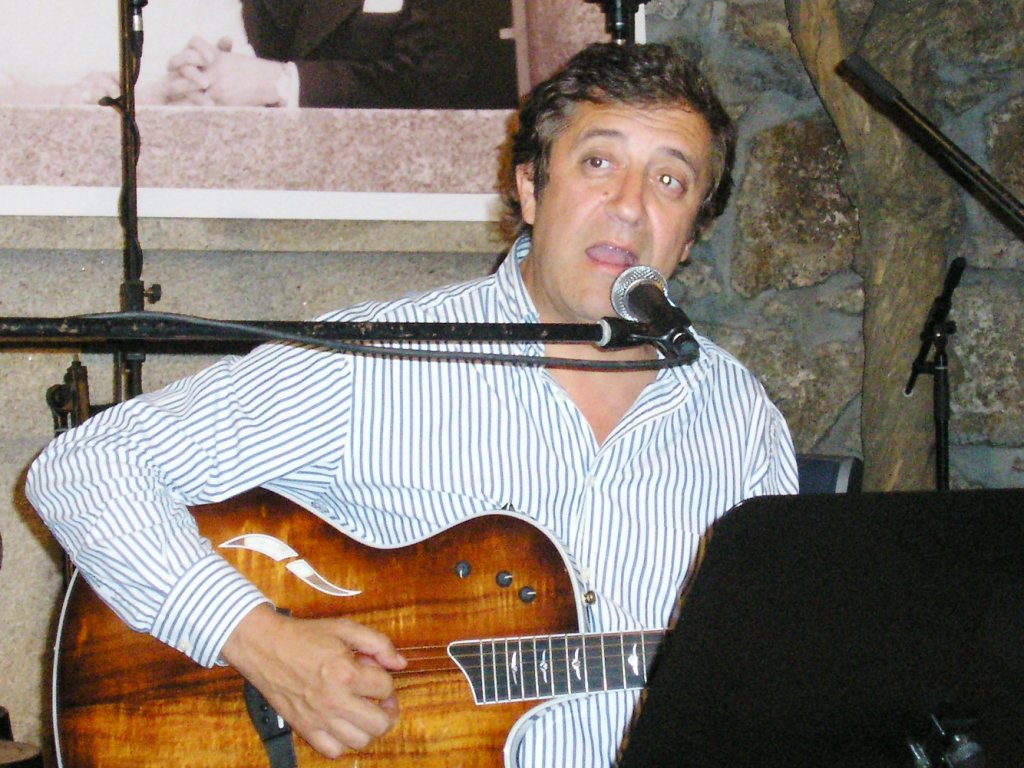
Rui Veloso 2006

## Diskografie

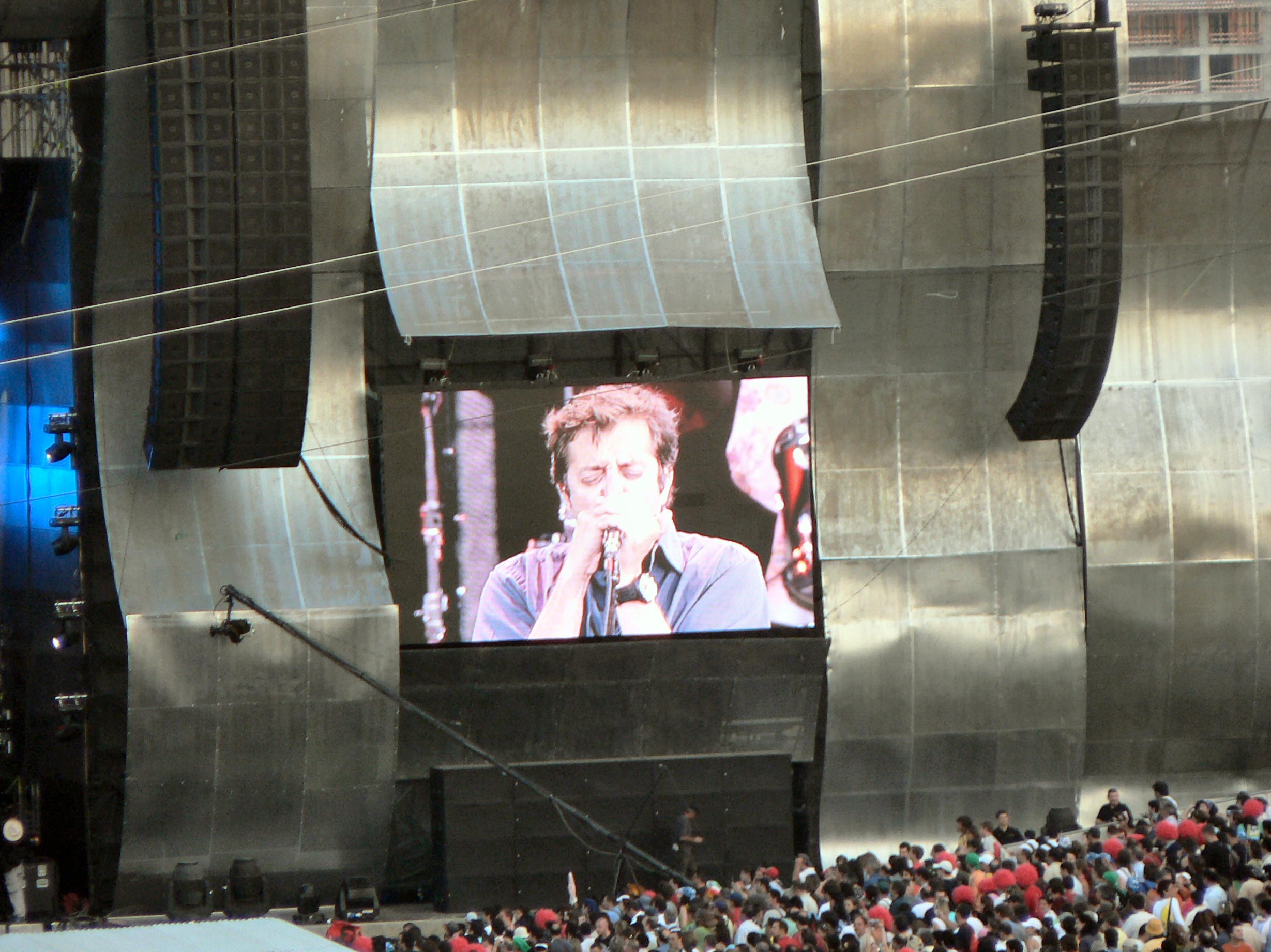
Rui Veloso beim "Rock in Rio Lisboa" 2006

### Studioalben
| Jahr | Titel                                   | Höchstplatzierung, Gesamtwochen, AuszeichnungChartsChartplatzierungen (Jahr, Titel, Platzierungen, Wochen, Auszeichnungen, Anmerkungen) | Anmerkungen                   |
| Jahr | Titel                                   | PT | Anmerkungen                   |
| ---- | --------------------------------------- | --- | ----------------------------- |
| 1988 | Ao vivo no Pavilhão Atlântico           | PT4 Gold · (11 Wo.)PT | Charteinstieg in PT erst 2009 |
| 1990 | Mingos & Os Samurais                    | PT8 ×7Siebenfachplatin · (10 Wo.)PT | Charteinstieg in PT erst 2010 |
| 2003 | O concerto acústico                     | PT1 ×3Dreifachplatin · (55 Wo.)PT |                               |
| 2005 | A espuma das canções                    | PT1 Platin · (13 Wo.)PT |                               |
| 2012 | Rui Veloso e amigos                     | PT3 Gold · (18 Wo.)PT |                               |
| 2015 | O melhor de Rui Veloso - 20 anos depois | PT7 Gold · (57 Wo.)PT |                               |

grau schraffiert: keine Chartdaten aus diesem Jahr verfügbar
Weitere Studioalben
- 1980 – Ar de Rock
- 1982 – Fora de Moda
- 1983 – Guardador de Margens
- 1986 – Rui Veloso (PT: ×2Doppelplatin )[8]
- 1991 – Auto da Pimenta (PT: ×2Doppelplatin )[9]
- 1995 – Lado Lunar
- 1998 – Avenidas
- 2000 – O Melhor de Rui Veloso

### Gastbeiträge
| Jahr | Titel Album      | Höchstplatzierung, Gesamtwochen, AuszeichnungChartsChartplatzierungen (Jahr, Titel, Album, Platzierungen, Wochen, Auszeichnungen, Anmerkungen) | Anmerkungen                         |
| Jahr | Titel Album      | PT | Anmerkungen                         |
| ---- | ---------------- | --- | ----------------------------------- |
| 2018 | Avião De Papel – | PT33 Gold · (16 Wo.)PT | Carolina Deslandes feat. Rui Veloso |

### Videoalben
- 2003: O concerto acústico (PT: ×4Vierfachplatin )[11]